# Otto Hölder
Pour les articles homonymes, voir Holder.
Otto Ludwig Hölder (1859-1937) est un mathématicien allemand né à Stuttgart, alors capitale du royaume de Wurtemberg.

## Biographie
En 1877, il entre à l'université de Berlin, et il obtient son doctorat en 1882 à l'université de Tübingen. Le titre de sa dissertation doctorale est Beiträge zur Potentialtheorie (Contributions à la théorie du potentiel). Il enseigne à l'université de Leipzig à partir de 1899 jusqu'à son éméritat en 1929.

## Travaux
On le connaît notamment pour : 
- la moyenne de Hölder, ou moyenne d'ordre p, parfois notée {\displaystyle {\rm {H}}_{p}\,} ;
la moyenne de Hölder utilise la fonction f d’élévation à une puissance constante p pour transformer d'abord ses termes, avant d'en faire une somme (éventuellement pondérée), puis la fonction inverse f−1 sur la somme obtenue ; la moyenne de Hölder généralise différentes moyennes, dont :
  - la moyenne arithmétique, définie pour p = 1 soit {\displaystyle {\rm {H}}_{1}={\rm {A}}\,}, ou
  - la moyenne quadratique, définie pour p = 2 soit {\displaystyle {\rm {H}}_{2}={\rm {Q}}\,} (utilisée comme distance euclidienne ou norme euclidienne classique), ou encore
  - la moyenne harmonique, définie pour p = –1 soit {\displaystyle {\rm {H}}_{-1}={\rm {H}}\,} ;

la moyenne de Hölder peut aussi être étendue par continuité aux valeurs limites de son exposant,
  - pour p = –∞ soit {\displaystyle {\rm {H}}_{-\infty }={\rm {min}}\,} (dans le cas où la pondération des termes est uniforme, cette moyenne est alors la borne inférieure, ou la valeur minimale si le nombre de termes est fini), ou
  - pour p = 0 soit {\displaystyle {\rm {H}}_{0}={\rm {G}}\,} (cette moyenne est alors la moyenne géométrique), ou encore
  - pour p = +∞ soit {\displaystyle {\rm {H}}_{+\infty }={\rm {max}}\,} (dans le cas où la pondération des termes est uniforme, cette moyenne est alors la borne supérieure, ou la valeur maximale si le nombre de termes est fini) ;

toutes ces moyennes sont définies de sorte que l'inégalité arithmético-géométrique classique :
{\displaystyle {\rm {min}}<{\rm {H}}<{\rm {G}}<{\rm {A}}<{\rm {Q}}<{\rm {max}}\,}
se formalise en :
{\displaystyle {\rm {H}}_{-\infty }<{\rm {H}}_{-1}<{\rm {H}}_{0}<{\rm {H}}_{1}<{\rm {H}}_{2}<{\rm {H}}_{+\infty }\,}
dans laquelle la comparaison des différentes moyennes revient à comparer les exposants de définition de la moyenne de Hölder (ce résultat se généralise à toutes les autres valeurs de l'exposant) ;
- la norme de Hölder : toutes les variantes de la moyenne de Hölder répondent à la définition nécessaire d’une norme, et ce type de moyenne est donc souvent utilisé comme mesure de distance dans un espace mesuré ou comme norme alternative d’un espace vectoriel topologique ; elle se note alors ║ ║p ; elles trouvent de nombreuses applications théoriques dans l’étude des conditions de convergences de suites ou de séries, ou encore en théorie des ensembles, mais aussi des applications pratiques en analyse numérique, en sciences physiques, comme aussi en ingénierie quand on ne peut pas toujours estimer une norme exacte mais obtenir des résultats significatifs en changeant de norme pour borner les intervalles d'incertitude.
- l'inégalité de Hölder, portant sur la norme de Hölder ;
- le théorème de Jordan-Hölder ;
- le théorème de Hölder ;
- la sommation de Hölder ;
- la condition de Hölder.